# Philippe François de Monet de Lamarck
Philippe François de Monet de Lamarck, alias le « chevalier de Bazantin », alias Courtembue (1740-1828), chevalier de Cincinnatus et de Saint-Louis, a fait la guerre d’Indépendance des États-Unis. Frère de Jean-Baptiste de Lamarck, il a contribué à la carrière de son frère aux origines, avant Darwin, de la théorie évolutionniste du transformisme.

## Enfance et formation
Né le 30 janvier 1740 au château de Bazentin (Picardie), non loin d'Albert et de Péronne, il s’engagea très tôt dans l’armée, selon la grande tradition familiale : son père était capitaine au régiment de Conti. À 13 ans seulement, il est breveté et s'engage dans l'armée française à l'instar de plusieurs autres de ses frères.

## Une carrière militaire chaotique et sur tous les fronts
Il prend part à la guerre de Sept Ans au Canada français et à 16 ans, il participe au siège de Mahon ou encore de Louisbourg (1757 et 1758).
Fait prisonnier des Anglais avec l’ensemble de la garnison à Mahon comme à Louisbourg, il est conduit en Angleterre en 1757 où il reste jusqu’en 1760. Libéré et conduit à Saint-Malo le 7 août 1760, il réintègre le régiment de Soissonnais en tant qu’Enseigne. C’est cependant en tant que lieutenant qu’il combat au Portugal en 1762 mais se fait réformer en 1763 pour 3 ans.
En novembre 1766, nommé capitaine au Royal Infanterie, il reprend du service mais se fait vite remarquer pour son insubordination. À la tête d’une cabale, il est cassé de son grade et condamné à 4 ans de forteresse. Il ajoute ainsi à son désir de revanche sur les Anglais, qui l’avaient déjà enfermé, un désir de liberté et se rapproche de l’esprit des Lumières. 
Le 7 juillet 1777, il est réintégré comme capitaine au régiment de Cambis, mais, sur conseil de la famille de Broglie et de Lameth, il part combattre en Amérique avant même que la France ne déclare la guerre officiellement à l'Angleterre. Avec dix autres officiers et tout le nécessaire pour armer et équiper une troupe de 130 hommes, le tout dirigé et financé par le chevalier de Brétigney qui avait préalablement consulté Benjamin Franklin,  il quitte Nantes avec le titre de capitaine des chasseurs de l’armée d’Amérique, à destination de Boston. Le mauvais temps le force à accoster à Charlestown où il reçoit les moyens, avec onze de ses camarades, pour rejoindre par mer George Washington. Cependant le 14 novembre 1777 deux frégates anglaises, le Carepfort et le Lézard l’obligent à se rendre après 7 tirs de canon. Enfermé dans la cale avec ses compagnons, il est conduit à la forteresse de St Augustin en Floride, où, pour survivre dans des conditions inhumaines, il doit vendre le peu d’effets qu’il a pour obtenir de quoi se nourrir décemment, pendant que les 60 matelots d'équipage sont conduits sur une île déserte, laissés sans nourriture pendant quatre jours, puis contraints d'être enrôlés sur des frégates anglaises. Du fait que Philippe-François Monet de Lamarck est le seul à parler anglais et que c’est lui qui sert ainsi d’interprète, ses compagnons l’accusent d’être responsable de cette déroute alors même que les Anglais de leur côté ne les traitent pas comme combattants de l’armée américaine, mais comme mercenaires fauteurs de troubles : la situation est donc fort difficile et il écrit donc en France pour qu’on intercède pour lui auprès de Benjamin Franklin, ce que font le chevalier de Keralio pour la duchesse des Deux-Ponts, la comtesse de Lameth et le banquier de Bout, qui parviennent ainsi à obtenir sa libération après juin 1778. 
Combattant ensuite en Floride en 1779, toujours sous les ordres du marquis de Brétigney, remontant à Boston pour embarquer aux Antilles, Philippe François s’y rend également comme officier et député du Grand Orient de France où il a été reçu comme membre ; il rencontre l’amiral d’Estaing, autre franc-maçon, qui le charge alors de lever une milice aux Antilles avec l’appui des loges sur place. 
D’Amérique, il envoie des espèces botaniques à son frère Jean-Baptiste Lamarck resté en France, qui vient alors de publier « Flore française » (avril 1779), première œuvre l’ayant fait connaître. 
Philippe François sera ainsi apprécié par ses chefs : « Très bon sujet, a des talents, s’est distingué sous les ordres de M. le comte d’Estaing », sur le Vaillant. Son parcours militaire remarquable et sa bravoure lui permettent d'être fait chevalier de Saint Louis, et chevalier de Cincinnatus. Revenu en France en 1780, il est nommé major de la ville de Péronne, non loin de l’ancien fief familial puis prend une retraite dans la banlieue de Paris où il habite à côté de son frère Jean-Baptiste Lamarck.

## Le collaborateur de son frère Jean-Baptiste Lamarck
Son frère ayant été tenté pour faire une carrière musicale, c’est Philippe François qui l’avait convaincu de se pencher plutôt sur l’étude des plantes et des animaux. Alors que Jean-Baptiste, dans la gêne, logeait chez son frère à Paris, c’est par Philippe François qu’il s’inscrivit en effet aux cours de médecine et de botanique aux Jardins du roi. Entre 1771 et 1777, les deux frères s’instruisent souvent ensemble, font de l’histoire. Dans la continuité de cette connivence entre les deux frères, les envois botaniques de Philippe François depuis l’Amérique aidèrent ensuite Jean-Baptiste dans ses études sur le transformisme et l’évolution dont la théorie se formalisa vers 1809.
Jean-Baptiste Lamarck raconte que, vers 1776, son frère Philippe François aurait en outre permis la rencontre, lors d’herborisations aux environs de Paris, entre son frère naturaliste et JJ Rousseau. Jean-Baptiste Lamarck et le philosophe auraient ensuite herborisé ensemble quelque temps. Même si cet épisode pourrait relever de la légende, elle mérite d’être mentionnée dans la mesure où Lamarck fréquenta en effet le milieu des Lumières, voyagea avec le fils de Buffon en Italie, participant à l’écriture de plusieurs articles de l’Encyclopédie botanique de Panckoucke.
Lors de la Révolution, Philippe François accueille favorablement les réformes. En 1794, il épouse Denise-Marie Mallet, fille du franc-maçon Noël Nicolas Mallet, régent de la faculté de médecine de Paris. Son épouse deviendra en 1798 la belle sœur de Jean-Baptiste Lamarck qui épousa une autre fille Mallet, Julie. 
Nommé commandant des vétérans chargé du maintien de l’ordre dans les galeries et le Jardin du muséum d’Histoire naturelle, Philippe François de Monet de Lamarck grâce à cette charge peut continuer d’accompagner son frère dans ses recherches botaniques. Il reste cependant lié à l’armée et est nommé encore en 1798 adjoint à l’État-Major de l’armée d’Angleterre. Cependant ce sont surtout les études qui l’intéressent et il publie sous son surnom de guerre Courtembue un manuel à destination de la jeunesse qui illustre alors ses ambitions didactiques : « Méthode élémentaire et amusante pour étudier la cosmographie, la géographie et l'histoire: Composé pour l'usage des mères sensibles qui veulent suivre l'éducation de leurs enfans ».
En 1827, un an avant sa mort, il avait donné en mariage sa fille Joséphine, 2e prix du Conservatoire Impérial de Musique (1814), au fils d'un ancien vicaire de St Germain des Prés, défroqué pendant la Révolution, reçu en 1814 à Polytechnique : Alexandre Miet.